# Gumbertusevangeliar
Das Gumbertusevangeliar ist eine illuminierte karolingische Handschrift, die in den Jahren um 850 bis 875 in Nordostfrankreich geschrieben wurde. Sie wird heute in der Universitätsbibliothek Erlangen unter der Signatur Ms. 10/1–2 aufbewahrt. Benannt wurde das Evangeliar nach dem fränkischen Lokalheiligen Gumbertus, der um 748 in Ansbach ein Kloster (St. Gumbertus) gegründet hatte. Die Handschrift war ursprünglich einbändig, wurde im 12. Jahrhundert jedoch in zwei Teile gebunden. Die Goldschmiedearbeit des Einbands aus dem 12. Jahrhundert ist ein seltenes Zeugnis für eine süddeutsche Emailarbeit dieser Zeit. 
Das Gumbertusevangeliar war Teil der Ausstellung Die Gumbertusbibel. Goldene Bilderpracht der Romanik vom 1. Mai bis 27. Juli 2014 im Germanischen Nationalmuseum in Nürnberg.